# لوون هامبارتسومیان

لوون آشوتی هامبارتسومیان (ارمنی: Լևոն Աշոտի Համբարձումյան زادهٔ ۱ ژوئن ۱۹۵۵) رهبر ارکستر، و نوازنده ویولون کلاسیک اهل ارمنستان است. وی از سال میلادی تا کنون فعالیت می‌کند. وی هم‌اکنون در آتن، جورجیا فعالیت و زندگی می‌کند.

## زندگی‌نامه
در ۱ ژوئن ۱۹۵۵ در مسکو به دنیا آمد و در مدرسه مرکزی موسیقی مسکو و کنسرواتوار دولتی چایکوفسکی مسکو زیر نظر میخائیل گارلیتسکی، فلیکس آندریفسکی، لئونید کوگان و ایگور بزروندی تحصیل نموده‌است. در سال ۱۹۷۷ وی برنده جایزه نخست رقابت بین‌المللی ویولن زاگرب به ریاست هنریک شرینگ شد. دو سال بعد وی برنده جایزه رقابت بین‌المللی مونترال شد؛ و در سال ۱۹۸۱ وی برنده رقابت ویولن اتحاد جماهیر شوروی سوسیالیستی در ریگا، جمهوری شوروی سوسیالیستی لتونی شد.
لوون هامبارتسومیان در سال ۱۹۸۸ به عنوان هنرمند شایسته ارمنستان شوروی و در سال ۱۹۷۷ به عنوان هنرمند افتخاری روسیه برگزیده شد. هامبارتسومیان از سال ۱۹۷۸ به مدت ۱۵ سال در کنسرواتوار دولتی چایکوفسکی مسکو تدریس نمود.

## دیسکوگرافی
- Music of Sarasate and Wieniawski, with A. Sheludyakov, piano
- From Bach to Schnittke
- Music of Wieniawski
- Sonatas of Brahms, with E. Rivkin, piano
- Sonatas of Shostakovich, with A. Sheludyakov, piano
- Russian Violin Sonatas, with A. Sheludyakov, piano
- Music of Stravinsky and Bartók, with A. Sheludyakov, piano
- Vivaldi's Concerti, with A. Kniazev, cello, and ARCO Chamber Orchestra
- Mendelssohn's Concerti, with E. Rivkin, piano, and ARCO Chamber Orchestra
- Antonio Vivaldi, with ARCO Chamber Orchestra
- Music of Alfred Schnittke, with Moscow Tchaikovsky Symphony Orchestra
- Violin Concertos of Arutiunian, Vasks, Bronner, with ARCO Chamber Orchestra
- Violin Concertos of Bronner, Vasks, A. Tchaikovsky, with ARCO Chamber Orchestra
- Music of Lewis Nielson, with ARCO Chamber Orchestra
- Music of Shostakovich, with ARCO Chamber Orchestra
- Music of Tchaikovsky, with ARCO Chamber Orchestra